# Codinac
Codinac és una masia que es troba vers el sector de llevant de la vila de Torelló, però que pertany al terme de Santa Maria de Corcó tot i que la seva capella depèn de la parròquia de Sant Feliu de Torelló. Fou reformada al segle xvi segons indica la llinda del portal (1564). Al segle següent, al 1615(?), l'hereu del mas Miquel Codinach va fer construir una capella a pocs metres de la casa, la qual era dedicada a Sant Ferriol, però, actualment, es coneix més per la capella de la Concepció. Aquest mas era, doncs, un mas benestant, fet que podem comprovar encara avui per l'estructura que presenta.
Masia de planta rectangular coberta a dues vessants amb el carener perpendicular a la façana orientada a migdia. Aquesta té un bonic portal adovellat amb la dovella central decorada. Malauradament es troba mutilat per les galeries sostingudes per pilars que s'obren a nivell del primer i segon pis. Les del segon pis són de menys alçada i les del primer presentes les llindes dels portals decorades. A la part dreta dels porxos s'hi adossa un cos que desmereix l'antiga estructura. A tramuntana sobresurt una eixida a nivell de primer pis. Hi ha dos portals que tanquen la lliça situats a la part dels porxos. Construcció feta de pedra arrebossada.